# Chiesa di San Giacomo (Como)
La chiesa di San Giacomo è un edificio di culto cattolico della città di Como, situato in piazza Guido Grimoldi.

## Storia
Non si possiedono date precise sulla sua fondazione e il documento più antico che la menziona risale al 1144. L'ipotesi più plausibile fa risalire la sua costruzione all'XI secolo, negli ultimi anni dell'episcopato di Rainaldo (morto nel 1084). Questa datazione troverebbe conferme sia nel particolare contesto storico sia nel confronto stilistico con altri edifici religiosi cattolici quali la chiesa abbaziale di San Giovanni di Vertemate (fondata anche grazie a Rainaldo) e la basilica di Sant'Abbondio (caratterizzata dagli stessi pilastri cilindrici della navata della chiesa di piazza Grimoldi, oltre allo stesso schema a due campanili che un tempo si riscontrava anche in San Giacomo).
Luogo storico e politico, al suo interno vi si tennero le prime assemblee del Comune di Como. Nella piazza di fronte alla chiesa, che venne chiamata broletto cumano, nel 1215 venne poi costruito l'attuale Broletto di Como. L’antica basilica, dotata di una facciata allineata con il Broletto, si componeva di ben sei campate in più rispetto all'estensione attuale, costituendo molto probabilmente il secondo elemento di una “cattedrale doppia” del Duomo di Como. 
La basilica originaria, parrocchiale già nel 1279, era inoltre probabilmente dotata di due campanili, uno dei quali costituito dalla torre civica del Broletto.

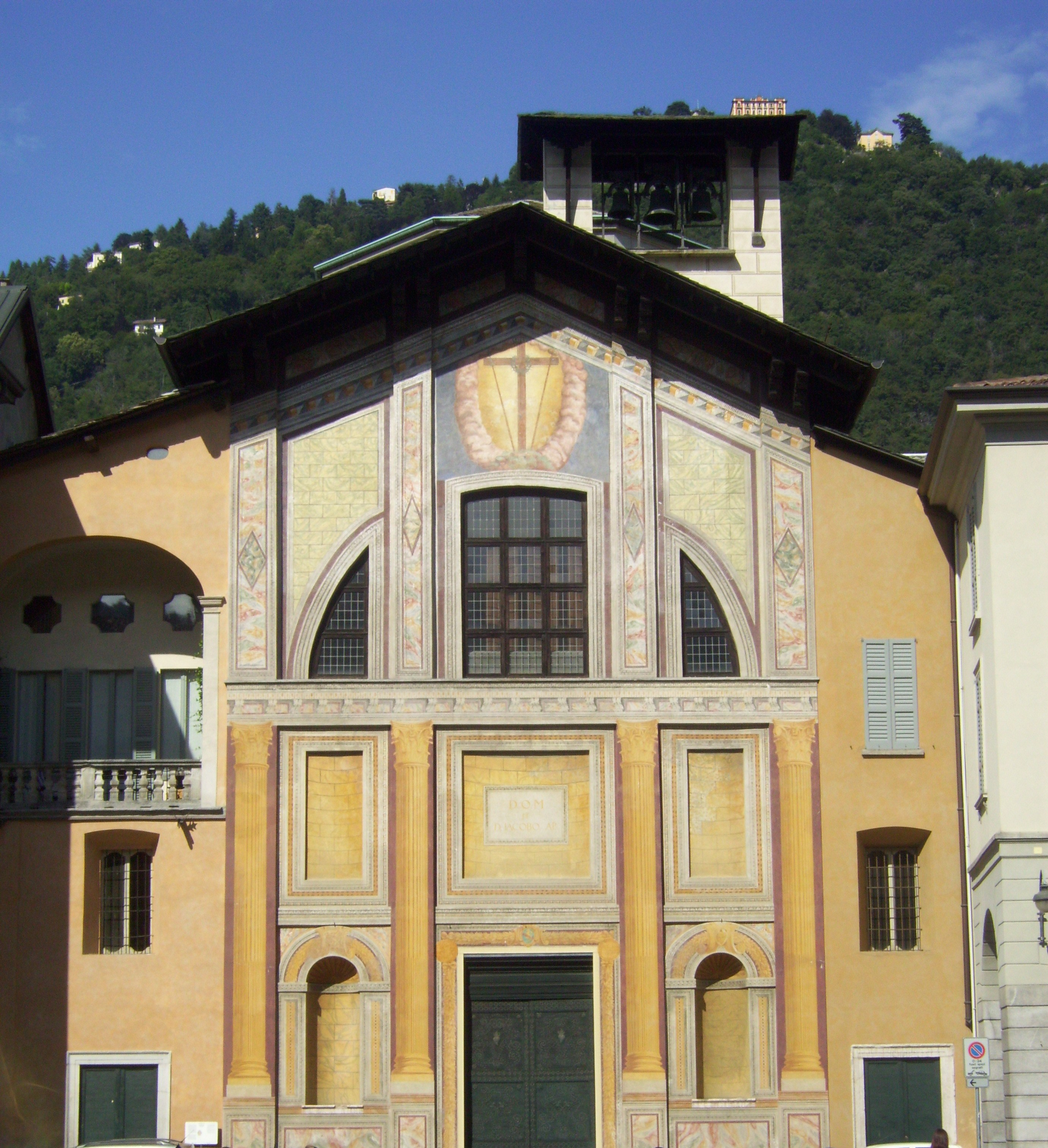
Facciata della Chiesa di San Giacomo

Dagli atti di una visita pastorale datata 1578 emerge la come la chiesa si trovasse in pessimo stato di conservazione, fatto che comportò la decisione di rimaneggiare l'edificio. A lavori ultimati, uno scritto del vescovo Feliciano Ninguarda datato 1590 rivela come il Comune si fosse fatto carico delle spese relative alla demolizione sia della facciata originaria sia delle prime cinque campate della chiesa, realizzando così una spianata che, da quel momento in poi, sarebbe divenuta di pertinenza del Comune stesso.
Il pronao della Chiesa originaria, già seriamente danneggiato durante le lotte che, in epoca signorile, avevano visto rivaleggiare le storiche famiglie comasche dei Vitani e dei Rusconi, divenne parte integrante di alcuni edifici privati, i quali vennero definitivamente demoliti nel 1927.
Nella seconda metà del XVII secolo, la chiesa fu oggetto di numerosi interventi di ristrutturazione: il pavimento venne sopraelevato, le colonne vennero trasformate in pilastri, la navata centrale fu coperta da volte a crociera, il tiburio ottagonale della cupola venne demolito; contestualmente, si procedette a chiudere le absidi laterali, realizzando così due sacrestie. Negli stessi anni, nelle immediate vicinanze della chiesa vennero eretti nuovi edifici privati che andarono a chiudere la visuale delle forme dell'edificio religioso, soprattutto nei fianchi e nella parte dell'abside.
Dal 1672 la parrocchia e la chiesa di San Giacomo furono rette per oltre un secolo dalla Confederazione dell'oratorio di San Filippo Neri. Durante le secolarizzazioni napoleoniche occorse tra la fine del Settecento e l'inizio del secolo successivo, la chiesa venne confiscata. Ritornata in possesso della Diocesi di Como, la chiesa diventò una sussidiaria del Duomo e, nel 1836, venne temporaneamente trasformata in un oratorio giovanile.
All'inizio dell'ottavo decennio del Novecento, un importante intervento restauro si rese necessario per scongiurare un crollo della cupola. L'intervento comportò il ripristino del tiburio ottagonale, aperto da otto oculi in tufo e da alcune bifore precedentemente tamponate. Durante i lavori si procedette inoltre alla sostituzione delle capriate, recuperando i quattro grandi archi alla base del tiburio.
A dicembre 2021, grazie a una donazione privata, sono partiti dei nuovi lavori di restauro della chiesa.

## Descrizione

### Esterno
La chiesa si presenta con una facciata color ocra, decorata a finti marmi, nella quale si apre una grande finestra termale. Progettata da Giovanni Antonio Piotti di Vacallo, la facciata presenta nella sua parte superiore un affresco rappresentativo di un Trionfo della Croce. Sul tetto s'innesta un campanile a vela.
Sul retro della chiesa, l'abside, dotata di arcate rette da colonnine, è coronata da un registro di archetti pensili. L'abside è parzialmente visibile da un cortile privato di via Rodari 4.

### Interno
L'interno è diviso in tre navate, terminanti in rispettive absidi.
L'abside della navata centrale, a sette nicchie e a sezione semicircolare, ospita un coro romanico nel quale un tempo si trovava un settecentesco altare maggiore, la cui pala raffigurava il martirio del santo titolare della chiesa. Il dipinto, attribuito ai fratelli Giovanni Paolo e Giovanni Battista Recchi  (sec. XVII) è una tela attualmente conservata nella vicina chiesa di San Provino. A Giovanni Battista Colomba si devono invece le decorazioni che, nel catino della stessa abside, raffigura la Pentecoste (metà del XVII secolo c.ca).
L'area terminale della navata meridionale ospita una cappella ornata dalla raffigurazione di San Giuseppe (1740 c.ca), opera attribuita a Giuseppe Antonio Petrini o Giovanni Battista Pittoni. Ercole Procaccini il Giovane sarebbe invece l'autore della Deposizione con santi francescani ospitata nella porzione meridionale del transetto. La cappella laterale destra del transetto, già di patronato della famiglia Cernezzi, ospita invece una raffigurazione di San Filippo Neri in adorazione di Cristo crocifisso, opera attribuita al Montalto.